# Tony Ernst
Tony Ernst (30 juli 1965) is een Belgische voormalige atleet, die gespecialiseerd was in de middellange afstand. Hij werd tweemaal Belgisch kampioen.

## Loopbaan
Ernst werd in 1988 Belgisch indoorkampioen op de 800 m. Hij nam dat jaar ook deel aan de Europese indoorkampioenschappen in Boedapest. Hij werd uitgeschakeld in de halve finale.  Het jaar nadien werd hij opnieuw indoorkampioen en werd hij op de Europese kampioenschappen indoor in Den Haag uitgeschakeld in de reeksen.
Hij was aangesloten bij Royal Cercle Athlétique de Spa.

## Belgische kampioenschappen
Indoor
| Onderdeel | Jaar       |
| --------- | ---------- |
| 800 m     | 1988, 1989 |

## Persoonlijk record
Outdoor
| Onderdeel | Prestatie | Datum       | Plaats |
| --------- | --------- | ----------- | ------ |
| 800 m     | 1.47,90   | 5 juni 1989 | Aken   |

Indoor
| Onderdeel | Prestatie | Datum           | Plaats  |
| --------- | --------- | --------------- | ------- |
| 800 m     | 1.50,96   | 6 februari 1988 | Piraeus |

## Palmares
800 m
- 1988:  BK indoor AC - 1.54,14
- 1988: 6e in ½ fin. EK indoor in Boedapest - 1.51,82
- 1989:  BK indoor AC - 1.51,92
- 1989: 5e in reeks EK indoor in Den Haag - 1.52,12